# Paul Hulshof

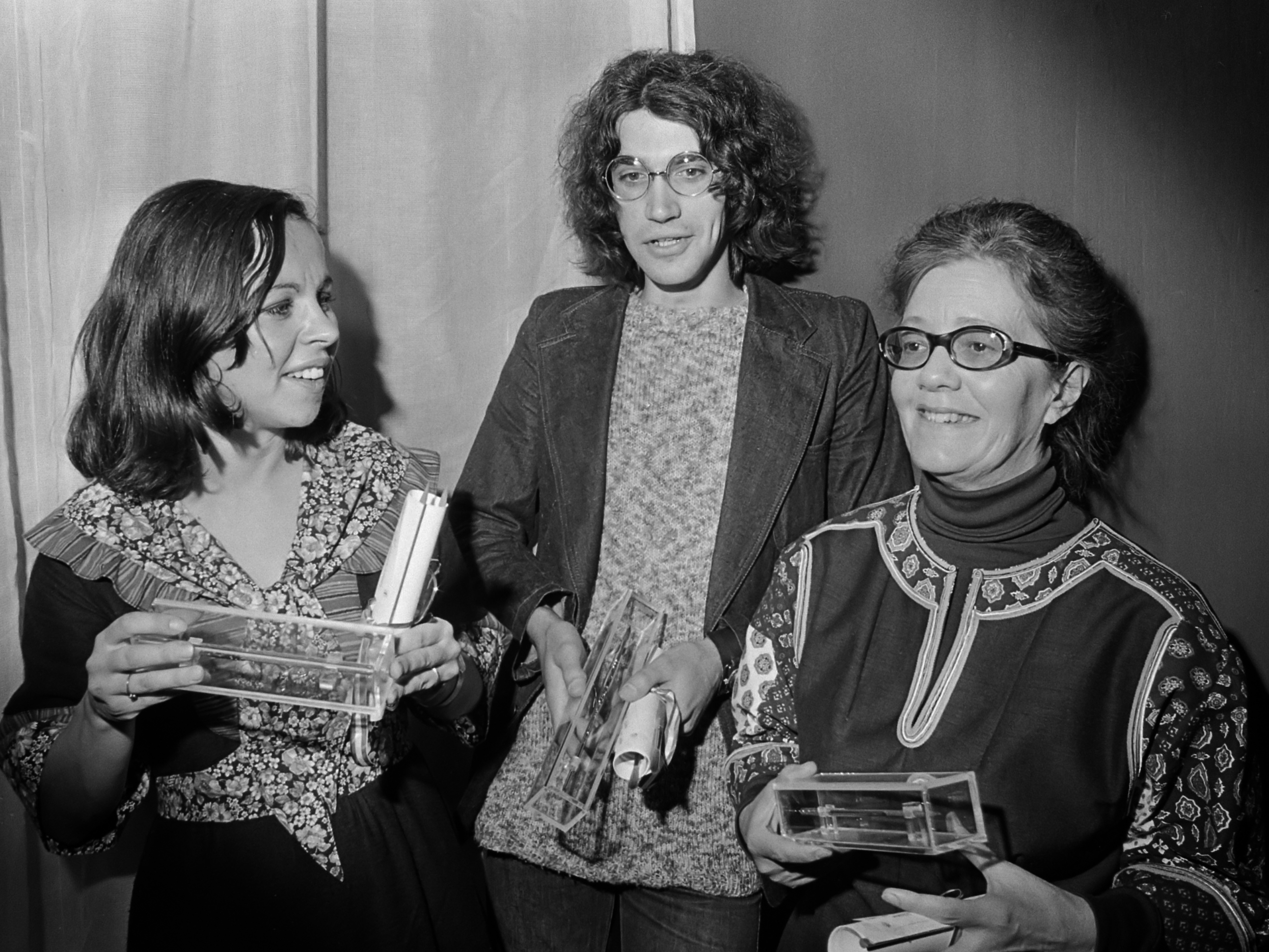
Simone Schell, Paul Hulshof en Alet Schouten bij de uitreiking van de Gouden Griffels (1975)

Paul Hulshof (Amsterdam, 14 januari 1950) is een Nederlands illustrator.

## Biografie
Paul Hulshof volgde avondlessen aan de Rijksakademie voor Beeldende Kunsten in Amsterdam. Hij schreef samen met Robert V. Schipper Glazewijn en het Schaakschandaal (1973). Vlak daarna maakte hij met Henk van Kerkwijk Arthur en de lettervreter als het Kinderboekenweekgeschenk van 1973 en illustreerde hij Nachtpapa van Maria Gripe. In 1975 kreeg hij de Gouden Penseel voor Iolo komt niet spelen van Alet Schouten. In Vrij Nederland schreef hij hierover: “Toen het voorbij was, besloot ik voorlopig geen kinderboek meer te illustreren”. In hetzelfde jaar verscheen Glazewijn als The Quest for the Missing Queen in Engeland. 
Daarna werkte Hulshof als illustrator voor bladen (Donald Duck, De Revisor, Haagse Post, Avenue, Vrij Nederland) en als ontwerper van boekomslagen. In 1978 illustreerde hij nog De lotgevallen van Olivier Twist omdat, zoals hij zei, "het boek me fascineerde en omdat ik er zin in had". Tussen 1979 en 1985 tekende hij wekelijks voor NRC Handelsblad. In 1997 maakte hij illustraties voor Misschien wel echt gebeurd van Annie M.G. Schmidt. Hij ontwierp ook een reeks schoolboeken, waarin hij tekst en tekening combineerde tot een effectief leermiddel over taal.

### Voetnoten
1. ↑  Vrij Nederland 48, 30 november 1991
2. ↑  Staan er plaatjes in? Een overzicht van Nederlandse jeugdboeken-illustraties in de jaren 1950 tot 1980, Lankamp & Brinkman BV 1980

- Digitale Bibliotheek voor de Nederlandse Letteren: huls049
- International Standard Name Identifier: 0000 0003 8933 6880
- Nederlandse Thesaurus van Auteursnamen: 068010222
- RKD-Nederlands Instituut voor Kunstgeschiedenis: 40537
- Union List of Artist Names: 500676882
- Virtual International Authority File: 282717650
- WorldCat: E39PBJth7hRGJQQGFq3GyfCJDq